# حیات وحش افغانستان

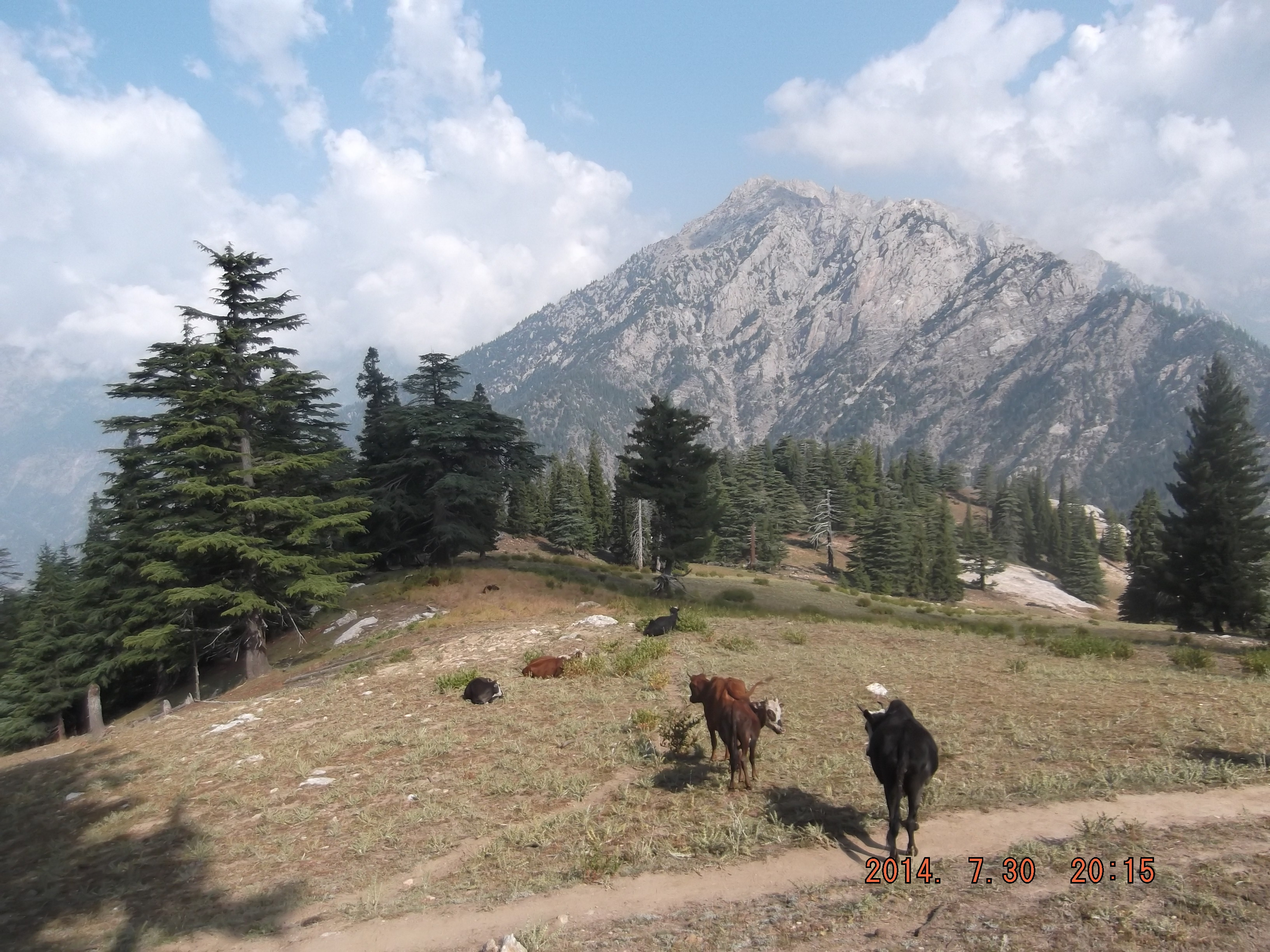
محیط زیست افغانستان

افغانستان از دیرباز برای داشتن حیات وحشی متنوع شناخته شده‌است. بسیاری از پستانداران بزرگ در این کشور توسط اتحادیه بین‌المللی حفاظت از طبیعت (IUCN) به عنوان در معرض خطر جهانی طبقه‌بندی می‌شوند. این پستانداران شامل پلنگ برفی، غرم پامیری، آهوی ختن سیبری، مارخور، گوسفند وحشی اوریال و خرس ماه می‌شوند. سایر گونه‌های جالب توجه بز کوهی، گرگ، خرس قهوه‌ای، کفتار راه‌راه و تعداد بسیاری گونه‌های پرنده شکاری هستند. بیشتر غرم پامیری‌ها و بزهای کوهی برای غذا به‌طور غیرقانونی شکار می‌شوند؛ در حالی که گرگ‌ها، پلنگ‌های برفی و خرس‌ها برای جلوگیری از آسیب کشته می‌شوند.